# 小村镇社区
小村镇社区，中华人民共和国陕西省咸阳市武功县小村镇所辖的一个社区，为该镇行政中心。人口12485人。社区居委会，位于小村镇朝阳大街东段。行政区划代码610431106001。